# Isabella Piccini
Isabella Piccini (nacida Elisabetta Piccini, Venecia, 1644-29 de abril de 1734) fue grabadora a buril y aguafuerte y monja italiana. 

## Biografía y obra
Piccini nació en Venecia en 1644. De una familia de grabadores, hija y discípula de Guglielmo Piccini, autor de grabados de reproducción de obras de Tiziano y de Rubens, al morir su padre, contando ella diecinueve años, tomó las riendas del negocio familiar. En 1666 profesó como monja franciscana en el convento de Santa Croce de Venecia, donde tomó el nombre de suor Isabella, con el que firmó en ocasiones sus obras, que también pueden ir firmadas Soror Elisabeth Picina S. Crucis Venetiarum sculp, Suor Isabella Piccini Monaca in S. Croce, o, simplemente, Suor Isabella Piccini scolpi.
Su producción tuvo como destino principalmente la ilustración de libros religiosos, como la edición de la Biblia en lengua vulgar revisada por el papa Sixto V y aprobada por el papa Clemente VIII, misales y breviarios, pero también tratados de contenido científico, tales como la Encyclopaedia chirurgica rationalis del médico alemán Johann Dolaeus (Venecia, 1690), y obras de literatura y entretenimiento, ilustradas con retratos y alegorías, como el grabado para la portada del tomo II de Delle poesie liriche del signor Baldassar Pisani, Nápoles, 1685. En su dilatada carrera trabajó para distintos impresores, pero en particular para Giovanni Antonio Remondini y sus sucesores y herederos, con quienes colaboró durante casi cincuenta años y tuvo rica correspondencia, muy útil para el conocimiento de la vida íntima y empresarial de la monja y grabadora. Sus ingresos los repartía entre su convento —liberándose a cambio de otras obligaciones y cargos conventuales— y su familia, aportando la dote de su hermana Francesca.

## Galería
| |
| Vita beatae Zitae virginis Lucensis, ex vetustissimo codice m.s. fidelitèr transumpta.Ferrara: Typographia Filoniana, 1688 |

|                                       |
| Cavallo imperfetto del Polesine, 1692 |

| |
| Simboli predicabili : estratti da sacri evangeli che corrono nella quadragesima : delineati con morali, & eruditi discorsi, 1692 |